# HMS Shropshire (73)
«Шропшир» (39) (англ. HMS Shropshire (73) — військовий корабель, важкий крейсер типу «Каунті» підтипу «Лондон» Королівського військово-морського флоту Великої Британії за часів Другої світової війни.
Важкий крейсер «Шропшир» був закладений 24 лютого 1927 року на верфі William Beardmore & Company у Дальм'юїрі. 5 липня 1928 року корабель спущений на воду, а 12 вересня 1929 року увійшов до складу Королівських ВМС Великої Британії.

## Історія
26-27 червня 1941 року «Шропшир» супроводжував конвой SL 78 біля західного узбережжя Африки. Проте, відразу після відходу важкого крейсера німецькі підводні човни U-66, U-69, U-123 здійснили серію атак та потопили вісім союзних суден (40 401 тонна) конвою.
8 серпня 1941 року з Хваль-фіорда у Рейк'явіку вийшов перший арктичний конвой до Радянського Союзу під умовною назвою «Дервіш». Він повинен був доставити в Архангельськ 48 винищувачів «Харрікейн». До складу конвою входили старий авіаносець «Аргус» і 6 есмінців ескорту, які супроводжували транспортні судна. Групу прикриття контр-адмірала Вейк-Волкера становили авіаносець «Вікторіос» і важкі крейсери «Девоншир» і «Саффолк».
30 серпня «Шропшир» з есмінцями «Сомалі», «Панджабі» й «Матабеле» діяв в ескорті авіаносця «Аргус», що за планом операції «Бенедикт» здійснювали перехід до радянського Архангельська з метою постачання Червоній армії винищувачів «Харрікейн».
З 2 по 10 жовтня 1941 року важкий крейсер супроводжував зворотний конвой QP 1 з Архангельська до Скапа-Флоу.